# Tom Clancy's Rainbow Six: Vegas 2
 (octobre 2019).
Si vous disposez d'ouvrages ou d'articles de référence ou si vous connaissez des sites web de qualité traitant du thème abordé ici, merci de compléter l'article en donnant les références utiles à sa vérifiabilité et en les liant à la section « Notes et références ».
Tom Clancy's Rainbow Six: Vegas 2 est un jeu vidéo du type FPS tactique faisant partie de la saga Rainbow Six et est la suite (à la fois préquelle et suite) de Tom Clancy's Rainbow Six: Vegas. Il est sorti le 20 mars 2008 sur PlayStation 3, PlayStation Portable et Xbox 360 et sur PC le 17 avril 2008. Le jeu a été développé par Ubisoft Montréal et a été édité par Ubisoft.
Le jeu débute par un bref retour au passé mais revient très vite au moment où l'on avait laissé le premier Vegas où se déroule une histoire parallèle à celle de Logan et ses agents (qui sont finalement les mêmes).

## Synopsis
En 2005, Bishop, chef de l'unité Bravo de la force antiterroriste Rainbow, intervient avec ses coéquipiers Logan Keller et Gabriel Novak (personnages du premier opus) pour résoudre une prise d'otages en Europe. Malheureusement la situation tourne mal, et le négociateur Rainbow est tué.
En 2010, avec ses nouveaux coéquipiers Michael Walter et Jung Pak, il est envoyé dans la région de Las Vegas, où d'après la NSA, deux passeurs se seraient lancés dans la fabrication d'armes chimiques. Mais s'ils parviennent à investir l'atelier, ils apprennent que non seulement les passeurs ont déjà fabriqué les bombes chimiques, mais qu'en plus ils les ont envoyé aux milices terroristes d'Irena Morales, qui les utilisent pour lancer une attaque d'envergure contre la ville...

## Système de jeu

### Solo
Le système de jeu est basiquement le même que celle du premier épisode : c'est un jeu de tir à la première personne tactique, c'est-à-dire que le jeu se déroule principalement en vue à la première personne, et non seulement on contrôle le personnage qu'on incarne mais on peut aussi donner des ordres à nos coéquipiers.
Concernant le contrôle de notre personnage, on peut choisir au début de chaque mission dans l'hélicoptère (avant l'insertion) notre équipement : une arme principale, une arme secondaire, une arme de poing et deux autres équipements (tels que des grenades ou des explosifs). Chaque arme à feu peut être équipée d'un seul accessoire tel qu'un viseur point rouge, toutes sortes de lunette de visée, un pointeur laser ou encore un limiteur de reculs pour les mitrailleuses légères. Le silencieux n'est pas disponible dans les accessoires mais il est à part comme expliqué plus tard. Le joueur peut aussi changer d'équipements en cours de mission, s'il trouve des caisses de ravitaillement. Contrairement au premier épisode, le personnage principal est entièrement personnalisable (du visage aux vêtements, en passant par le sexe et dans ce cas la voix change aussi) comme pour le multijoueur du précédent épisode. En termes de mouvement, le joueur peut s'accroupir, tirer, viser (zoomer), lancer une grenade à partir d'un bouton et non en le sélectionnant dans l'inventaire (bien qu'il faut choisir un type d'équipement au préalable), interagir avec certains éléments du décor (tourelle, passer au-dessus d'un obstacle, monter une échelle, ouvrir une porte...etc.), se mettre à couvert (avec une vue à la troisième personne), recharger et changer d'armes à feu (avec ce qu'il y a au sol). Il peut aussi s'équiper d'une lunette de vision nocturne qui a également une capacité de vue thermique. Une caméra serpent lui permet de voir derrière une porte. Si l'environnement le permet, le joueur peut aussi descendre le long d'une corde rapidement, ou en rappel pour descendre le long d'un mur et faire son entrée par la fenêtre. Pour chaque arme, on peut changer sa cadence de tir (si possible), mettre ou retirer un silencieux (encore une fois si possible) et allumer ou éteindre un pointeur laser (si l'arme en est équipé), tous ça, en cours de partie. Le système de santé est la régénération automatique comme dans Call of Duty 4: Modern Warfare et Gears of War. Aussi, il n'y a pas de système de sauvegarde, mais seulement des points de passage. Le joueur peut cette fois dans cet épisode sprinter (ça permet également d'annuler le rechargement d'une arme une fois qu'on l'a commencé). Il peut aussi effectuer un scan thermique pour voir les ennemis sur la carte pendant un temps limité (et une fois le scan effectué, il faut un certain temps avant qu'il puisse fonctionner à nouveau). Ce scan n'est disponible que pour la campagne. Un indicateur de grenade à fragmentation et incendiaire a été introduit.
Concernant maintenant le contrôle des coéquipiers, le joueur a à ses ordres 2 autres agents (à part à un moment du jeu où il est contraint d'agir seul). Ils ont chacun un équipement prédéfini qu'on ne peut changer, et chaque personnage a sa propre fonction : l'un est un spécialiste en démolition et manie une mitrailleuse, l'autre est un expert en informatique et utilise un fusil d'assaut. On peut définir les règles d'engagement, c'est-à-dire qu'on peut décider si l'équipe a le droit de tirer à vue et être plus "agressif", ou si elle ne doit que riposter en étant plus discret (dans ce mode là, les personnages utilisent des mitraillettes silencieuses). On peut aussi commander le déplacement de nos coéquipiers : pour cela, on vise un endroit et on leur dit de s'y rendre. De la même manière, on peut les faire interagir avec des objets tels que les échelles ou les portes (sauf les tourelles de mitrailleuse). Pour les portes, une fois qu'on leur demande de s'y diriger, l'équipe n'entre pas tout de suite et se prépare à côté en attendant l'ordre du joueur. Dès lors, il a trois possibilités d'ordre : faire une simple entrée, lancer une grenade à fragmentation ou faire exploser la porte (les deux derniers ordres sont différents en mode infiltration, à savoir : lancer une grenade à main ou une grenade fumigène. Le joueur peut définir jusqu'à deux cibles prioritaires que les IA doivent éliminer en premier. Si un équipier se fait toucher trop de fois, il est neutralisé et à terre, nécessitant que quelqu'un (le joueur ou l'autre coéquipier, et il faut le lui ordonner dans ce cas) le réanimer avant qu'il ne meure et cela ne dépend que du temps restant. Si même un seul coéquipier meurt, la mission est un échec (pour la continuité de l'histoire). La réciproque n'est pas vraie, c'est-à-dire qu'on ne sera jamais blessé mais seulement tué, et dans ce cas la mission est aussi un échec. En tant que nouveauté, le joueur peut demander aux coéquipiers de lancer une grenade sur certaines endroits (de la même manière que pour les faire déplacer). Les types de grenade varient en fonction du règle d'engagement.

### Multijoueur
La campagne solo peut être effectuée en coopération jusqu'à 2 joueurs. Contrairement au premier opus, le premier joueur garde le contrôle sur ses coéquipiers IA, et le deuxième joueur est introduit en tant que "Knight". La campagne garde donc le côté narratif.
En mode chasse aux terroristes effectuable tout seul ou à plusieurs (jusqu'à 4), on doit éliminer tous les terroristes présents sur une carte. Là encore, si le joueur est tout seul, il peut avoir l'aide de ses coéquipiers comme dans la campagne. Si le joueur n'est pas seul, il dispose d'un nombre de résurrections limité, celui-ci est défini par le niveau de difficulté choisi.
Dans les modes de jeu versus, c'est-à-dire des modes multijoueurs contre des vrais joueurs et non des IA, le joueur n'a pas d'arme secondaire dans son équipement, mais dispose de gadgets non-disponibles dans le mode campagne et chasse aux terroristes (comme les bombes lacrymogènes et les détecteurs de mouvements).
Le même personnage personnalisé est utilisé pour les modes multijoueurs.

## Développement
Le développement de Vegas 2 a duré un an et demi et a suscité le travail de près de 120 personnes.

## Doublage
- Marc Alfos : certains terroristes

## Ventes
Vegas 2 serait parmi les meilleurs jeux vendus dans presque tous les pays autant sur Xbox 360 que sur PS3. En effet le jeu a été vendu à 2 millions d'exemplaires en seulement 2 semaines uniquement sur Xbox 360 et PS3 après sa sortie. Les meilleures prévisions de Ubisoft au total était de 1,7 million d'exemplaires.
Grâce à ce jeu, Ubisoft obtient un bénéfice pour le studio de Montréal de près de 45 millions d'euros (environ 72 millions de dollars canadiens).[réf. nécessaire]